# Барелефна кула
Барелефната кула (на гръцки: Πύργος του Αναγλύφου) е част от Солунската крепост. Тя е квадратна с размери 9x6 m и се намира в югозападния край на Солун в крепостта Вардар капия. В нея е вграден елинистичен барелеф, от който получава името си. Според намерен в миналото мраморен надпис при укрепителни дейности на кулата, тя е датирана от 862 година по време на управлението на Михаил III (856 - 867). Ремонтът ѝ е извършен от потоспарий Маринос под надзора на стратор Какики.